# Rally de Portugal de 2010
El Rally de Portugal de 2010, oficialmente 44.º Vodafone Rally de Portugal, fue la 44.ª edición y la sexta ronda de la temporada 2010 del Campeonato Mundial de Rally. Se celebró en los alrededores de Faro y contó con un itinerario de dieciocho tramos sobre tierra que sumaban un total de 355.32 km cronometrados.

## Itinerario y ganadores
| Día           | Tramo | Hora  | Tramo                  | Distancia | Ganador           | Tiempo  | Vel. media  | Líder rally     |
| ------------- | ----- | ----- | ---------------------- | --------- | ----------------- | ------- | ----------- | --------------- |
| 1 (27–28 May) | SS1   | 20:30 | Estádio Algarve 1      | 2.03 km   | Mikko Hirvonen    | 2:09.3  | 56.52 km/h  | Mikko Hirvonen  |
| 1 (27–28 May) | SS2   | 09:30 | Santa Clara 1          | 22.72 km  | Dani Sordo        | 14:09.3 | 96.31 km/h  | Dani Sordo      |
| 1 (27–28 May) | SS3   | 10:18 | Ourique 1              | 20.21 km  | Sébastien Ogier   | 13:02.5 | 92.98 km/h  | Dani Sordo      |
| 1 (27–28 May) | SS4   | 11:16 | Silves 1               | 21.36 km  | Sébastien Ogier   | 12:06.3 | 105.87 km/h | Sébastien Ogier |
| 1 (27–28 May) | SS5   | 14:10 | Santa Clara 2          | 22.72 km  | Sébastien Ogier   | 13:54.9 | 97.97 km/h  | Sébastien Ogier |
| 1 (27–28 May) | SS6   | 14:58 | Ourique 2              | 20.21 km  | Sébastien Ogier   | 13:03.8 | 92.82 km/h  | Sébastien Ogier |
| 1 (27–28 May) | SS7   | 15:56 | Silves 2               | 21.36 km  | Sébastien Ogier   | 12:05.5 | 105.99 km/h | Sébastien Ogier |
| 2 (29 May)    | SS8   | 09:27 | Almodôvar 1            | 26.20 km  | Sébastien Loeb    | 16:40.4 | 94.28 km/h  | Sébastien Ogier |
| 2 (29 May)    | SS9   | 10:20 | Vascão 1               | 25.23 km  | Sébastien Loeb    | 16:31.2 | 91.63 km/h  | Sébastien Ogier |
| 2 (29 May)    | SS10  | 11:25 | São Brás de Alportel 1 | 16.12 km  | Petter Solberg    | 11:43.4 | 82.50 km/h  | Sébastien Ogier |
| 2 (29 May)    | SS11  | 14:07 | Almodôvar 2            | 26.20 km  | Sébastien Ogier   | 16:38.7 | 94.44 km/h  | Sébastien Ogier |
| 2 (29 May)    | SS12  | 15:00 | Vascão 2               | 25.23 km  | Sébastien Loeb    | 16:29.2 | 91.82 km/h  | Sébastien Ogier |
| 2 (29 May)    | SS13  | 16:05 | São Brás de Alportel 2 | 16.12 km  | Sébastien Loeb    | 11:39.9 | 82.91 km/h  | Sébastien Ogier |
| 3 (30 May)    | SS14  | 07:18 | Felizes 1              | 21.28 km  | Sébastien Loeb    | 13:35.6 | 93.93 km/h  | Sébastien Ogier |
| 3 (30 May)    | SS15  | 08:09 | Loulé 1                | 22.51 km  | Sébastien Loeb    | 15:22.7 | 87.82 km/h  | Sébastien Ogier |
| 3 (30 May)    | SS16  | 10:48 | Felizes 2              | 21.28 km  | Sébastien Loeb    | 13:37.1 | 93.76 km/h  | Sébastien Ogier |
| 3 (30 May)    | SS17  | 11:39 | Loulé 2                | 22.51 km  | Sébastien Loeb    | 15:27.3 | 87.39 km/h  | Sébastien Ogier |
| 3 (30 May)    | SS18  | 13:55 | Estádio Algarve 2      | 2.03 km   | Federico Villagra | 2:09.9  | 56.26 km/h  | Sébastien Ogier |

## Clasificación final
| Pos.      | Piloto                 | Copiloto                | Automóvil                 | Tiempo    | Diferencia | Puntos  |
| General   | General                | General                 | General                   | General   | General    | General |
| --------- | ---------------------- | ----------------------- | ------------------------- | --------- | ---------- | ------- |
| 1.        | Sébastien Ogier        | Julien Ingrassia        | Citroën C4 WRC            | 3:51:16.1 | 0.0        | 25      |
| 2.        | Sébastien Loeb         | Daniel Elena            | Citroën C4 WRC            | 3:51:24.0 | 7.9        | 18      |
| 3.        | Dani Sordo             | Marc Martí              | Citroën C4 WRC            | 3:52:33.7 | 1:17.6     | 15      |
| 4.        | Mikko Hirvonen         | Jarmo Lehtinen          | Ford Focus RS WRC 09      | 3:52:48.1 | 1:32.0     | 12      |
| 5.        | Petter Solberg         | Phil Mills              | Citroën C4 WRC            | 3:52:51.8 | 1:35.7     | 10      |
| 6.        | Matthew Wilson         | Scott Martin            | Ford Focus RS WRC 08      | 3:58:26.2 | 7:10.1     | 8       |
| 7.        | Mads Østberg           | Jonas Andersson         | Subaru Impreza WRC 2008   | 3:58:44.4 | 7:28.3     | 6       |
| 8.        | Federico Villagra      | Jorge Pérez Companc     | Ford Focus RS WRC 08      | 4:01:52.2 | 10:36.1    | 4       |
| 9.        | Khalid Al Qassimi      | Michael Orr             | Ford Focus RS WRC 08      | 4:02:11.9 | 10:55.8    | 2       |
| 10.       | Kimi Räikkönen         | Kaj Lindström           | Citroën C4 WRC            | 4:02:50.4 | 11:34.3    | 1       |
| SWRC      |                        |                         |                           |           |            |         |
| 1. (11.)  | Jari Ketomaa           | Mika Stenberg           | Ford Fiesta S2000         | 4:07:36.1 | 0.0        | 25      |
| 2. (12.)  | Xavier Pons            | Alex Haro               | Ford Fiesta S2000         | 4:11:08.3 | 3:32.2     | 18      |
| 3. (13.)  | Michał Kościuszko      | Maciek Szczepaniak      | Škoda Fabia S2000         | 4:13:03.5 | 5:27.4     | 15      |
| 4. (15.)  | Bernardo Sousa         | Nuno Rodrigues da Silva | Ford Fiesta S2000         | 4:16:57.4 | 9:21.3     | 12      |
| 5. (16.)  | Per-Gunnar Andersson   | Anders Fredriksson      | Škoda Fabia S2000         | 4:23:23.4 | 15:47.3    | 10      |
| 6. (24.)  | Vítor Pascoal          | Mário Castro            | Peugeot 207 S2000         | 4:28:55.4 | 21:19.3    | 8       |
| 7. (25.)  | Nasser Al-Attiyah      | Giovanni Bernacchini    | Ford Fiesta S2000         | 4:30:20.3 | 22:44.2    | 6       |
| 8. (28.)  | Janne Tuohino          | Risto Pietiläinen       | Ford Fiesta S2000         | 4:35:44.1 | 28:08.0    | 4       |
| 9. (29.)  | Eyvind Brynildsen      | Cato Menkerud           | Škoda Fabia S2000         | 4:36:00.0 | 28:23.9    | 2       |
| 10. (41.) | Albert Llovera         | Borja Rozada            | Abarth Grande Punto S2000 | 4:58:36.7 | 51:00.6    | 1       |
| JWRC      |                        |                         |                           |           |            |         |
| 1. (21.)  | Kevin Abbring          | Erwin Mombaerts         | Renault Clio R3           | 4:27:34.4 | 0.0        | 25      |
| 2. (27.)  | Karl Kruuda            | Martin Järveoja         | Suzuki Swift S1600        | 4:33:29.1 | 5:54.7     | 18      |
| 3. (32.)  | Aaron Burkart          | Andre Kachel            | Suzuki Swift S1600        | 4:38:53.9 | 11:19.5    | 15      |
| 4. (40.)  | Yeray Lemes            | Rogelio Peňate          | Renault Clio S1600        | 4:53:16.3 | 25:41.9    | 12      |
| 5. (50.)  | Egoi Eder Valdés Lopez | Albert Garduno          | Renault Clio R3           | 5:25:40.2 | 58:05.8    | 10      |
| 6. (51.)  | Harry Hunt             | Sebastian Marshall      | Ford Fiesta R2            | 5:36:13.5 | 1:08:39.1  | 8       |